# Johannsenomyia scriba
Johannsenomyia scriba är en tvåvingeart som beskrevs av Debenham 1974. Johannsenomyia scriba ingår i släktet Johannsenomyia och familjen svidknott. Inga underarter finns listade i Catalogue of Life.